# Penicillium piceum
Penicillium piceum är en svampart som beskrevs av Raper & Fennell 1948. Penicillium piceum ingår i släktet Penicillium och familjen Trichocomaceae.   Inga underarter finns listade i Catalogue of Life.